# Chachoengsao
Chachoengsao (in thailandese เทศบาลเมืองฉะเชิงเทรา, nota anche come Paet Rio) è una città minore (thesaban mueang) della Thailandia di 38 184 abitanti (2020). Il territorio comunale occupa una parte del distretto omonimo, che è il capoluogo della provincia di Chachoengsao, nel gruppo regionale della Thailandia dell'Est.

## Geografia fisica

### Territorio
È situata in una zona pianeggiante a circa 80 km a est di Bangkok. È attraversata dal fiume Bang Pakong, che sfocia con un estuario nell'angolo di nord-est della baia di Bangkok 32 km a sud della città.

## Storia
Fondata nel 1549, durante il regno di Maha Chakkraphat, era inizialmente un centro reclutamenti per conto delle forze armate. Durante il regno di Maha Thammaracha, il regno di Ayutthaya era in debole condizione dopo essere stato conquistato dai birmani. Ne approfittarono i Khmer, che fecero incursioni a Chachoengsao e altre città siamesi deportando molti degli abitanti locali come forza lavoro. Nel 1916 la città divenne capoluogo di provincia.

## Monumenti e luoghi d'interesse
- Monumento di Phraya Sisunthonwohan (Noi Acharayangkun)
- Fortezza cittadina di Chachoengsao
- Parco Suan Somdet Phra Srinagarindra

## Economia
Verso la fine del XX secolo, il governo thailandese individuò nelle province della costa orientale del Golfo di Thailandia la zona dove sviluppare le nuove industrie nazionali per alleviare la concentrazione di fabbriche e di popolazione a Bangkok. In questo ambito, tra il 1985 e il 1995 vi fu il picco di crescita per le zone industriali di Chachoengsao e provincia. Tra le più importanti aziende che hanno costruito fabbriche a Chachoengsao vi sono le giapponesi Toyota, Koyo Seiko e NHK Spring. La scelta di industrializzare la provincia portò già nei primi anni del XXI secolo a un'intensa urbanizzazione e alla scomparsa della maggior parte delle foreste della zona. Altre importanti attività della zona sono la macinatura e le coltivazioni di riso e soprattutto di manghi, che sono tra i più apprezzati di Thailandia.

## Infrastrutture e trasporti

### Strade
La città è attraversata dalla strada statale 304, arteria secondaria di collegamento tra Bangkok e Nakhon Ratchasima. La statale 314 ha origine a Chachoengsao e la collega verso sud alla statale 3 e all'autostrada Bang Na Chonburi, le principali arterie che portano da Bangkok alla Thailandia dell'Est.

### Ferrovie
Alla stazione di Chachoengsao, situata alla periferia nord-est, vi è lo snodo della linea orientale della Ferrovia di Stato della Thailandia tra la linea orientale principale, che prosegue verso est fino alla frontiera con la Cambogia ad Aranyaprathet, e la linea per Sattahip, che prosegue verso sud. Lungo la linea Sattahip si trova la stazione di Paet Riu, situata alla periferia di nord-est.

### Aeroporti
L'Aeroporto Internazionale di Bangkok-Suvarnabhumi è 50 km a ovest della città, lungo una delle strade che portano a Bangkok.